# Shigeyo Nakachi
Shigeyo Nakachi (in giapponese: 中地シゲヨ; Saga, 1º febbraio 1905 – Saga, 11 gennaio 2021) è stata un'insegnante e supercentenaria giapponese, vissuta 115 anni e 345 giorni.
Fino alla data della sua morte è stata la seconda persona più longeva vivente in Giappone, dopo la 119enne Kane Tanaka, e la quinta a livello mondiale. Tra le persone la cui età sia stata validata di nazionalità nipponica più longeve, Shigeyo Nakachi occupa l'ottavo posto, alle spalle del 116enne Jirōemon Kimura. Occupa la 36ª posizione nella classifica delle persone più longeve di tutti i tempi, tra quelle documentate con certezza.

## Biografia
Shigeyo Nakachi, seconda di cinque figli, nacque il 1º febbraio 1905 nella città giapponese di Saga, capoluogo dell'omonima prefettura, situata nell'isola di Kyūshū, di cui è abitante anche la 119enne Kane Tanaka, venuta alla luce nella confinante Fukuoka (Prefettura di Fukuoka).
Entrò a 12 anni nella "Scuola superiore femminile di Saga". Dopo aver terminato gli studi presso quell'istituto, iniziò ad insegnare in una scuola elementare all'età di 17 anni, continuando a farlo per i successivi tre decenni. Più tardi ottenne un'abilitazione ufficiale, che le permise di proseguire la sua attività di insegnante sino ai 62 anni.
Si sposò con Goro, un agente di polizia, dal quale ebbe un figlio omonimo.
Dal 2011 era la persona più vecchia di Saga, mentre nel 2016, dopo la morte della 112enne Nugi Ikeda, divenne la più longeva della prefettura. Nel 2018 aveva ancora un nipote, quattro pronipoti e un trisnipote. Dal settembre 2019, dopo la morte della 115enne Shin Matsushita, abitante della Prefettura di Miyagi, divenne la seconda persona più vecchia del Giappone.
Il 1º febbraio 2020 Shigeyo Nakachi celebrò i suoi 115 anni; era ancora lucida ed abbastanza attiva, ma quasi completamente sorda.
È deceduta l'11 gennaio 2021, all'età di 115 anni e 345 giorni.